# Casimiro de Brito
Casimiro Cavaco Correia de Brito (* 14. Januar 1938 in Loulé, Algarve, Portugal; † 16. Mai 2024 in Braga) war ein portugiesischer Schriftsteller. Er wurde vor allem als Lyriker und Übersetzer von Haikus in Portugal bekannt. Daneben war er auch Erzähler, Romancier, Aphoristiker und Essayist. Er war langjähriger Präsident des portugiesischen PEN-Clubs.

## Leben
Casimiro de Brito wurde in Loulé, einer Kleinstadt an der Algarve, geboren. Mit 10 Jahren zog die Familie nach Faro, wo er bis zu seinem Schulabschluss lebte. Als Jugendlicher entdeckte er die Literatur; vor allem das Meer und die Gezeiten und Brandungen inspirierten den Jungen zu ersten Gedichten. Schreiben wurde zu einer Sucht, und so zog er eine kaufmännische einer akademischen Ausbildung vor. Er wollte keine Zeit mit Universitäten verschwenden, sondern nur schreiben. Um seinen Traum vom Literaten erfüllen können, wurde er sehr früh schon unabhängig von seinen Eltern, was in Portugal eher ungewöhnlich ist. Später war er beruflich für gut 35 Jahre als Bankangestellter tätig; sein nationaler und internationaler Ruhm als Autor kam erst später. 1958 lebte er für ein Jahr in London, wo er auch das Westfield College besuchte. Dort begann auch seine Leidenschaft für Haikus. Von 1968 bis 1971 lebte er in Deutschland. Danach kehrte er nach Portugal zurück und lebte seitdem in Lissabon.
Er war Mitglied der legendären oppositionellen Literatengruppe Poesia 61, die gegen die Literatur des Salazar-Regimes auftrat. Auch war er Mitbegründer diverser Literaturzeitschriften, so von Cadernos do Meio-Dia (mit António Ramos Rosa) und Loreto 13 sowie Chef der portugiesischsprachigen Sektion der Zeitschrift Serta. Er war Leiter von drei internationalen Poesiefestivals in Portugal (in Lissabon, Porto und Faro) und Präsident der Association Européene pour la Promotion de la Poesie in Löwen.
Als Mitglied gehörte er der Academica Brasileira da Filologia in Rio de Janeiro an. Von 1994 bis 2009 war er Präsident der portugiesischen Sektion des PEN-Clubs. Er sprach fließend Japanisch und war seit den 1950er-Jahren eng mit António Ramos Rosa befreundet. 2006 wurde er in Genf zum Weltbotschafter für den Frieden ernannt.
Casimiro de Brito starb am 16. Mai 2024 im Alter von 86 Jahren in Braga.

## Das Werk von Brito
Brito veröffentlichte 56 Bücher und Beiträge in weit über 150 Anthologien weltweit. Seine Gedichte wurden in viele Sprachen übersetzt. Internationale Bekanntheit erlangte er als Herausgeber der Anthologie Diversity des PEN-Clubs International. Die Hauptthemen seines Werkes sind vielfältig. So beschäftigt er sich mit dem Meer, der Liebe, dem Nichtwissen, dem Tod, der Stille, dem Laster, dem Wort, der Revolution, dem Nichts, der Natur und dem Geheimnis. Sein Debüt als Schriftsteller hatte er 1957 mit einem Gedichtband. Als Übersetzer machte er das Werk von Matsuo Bashō in Portugal bekannt. Auf Deutsch erschien bisher „Zwei Gewässer, ein Fluß“, 2008, ein Gedichtband, dessen Co-Autor António Ramos Rosa war.

## Auszeichnungen (Auswahl)
- Premio Internationale Versilia, Viareggio, 1985
- International Leopold-Sedar-Senghor-Award, 2002
- Premio Europeu de Poesia Sibila Alanamo – Mario Luzi, 2004
- Poeteka-Preis, 2008 (Albanien)
- Träger des Ordem do Infante Dom Henrique, 2008

## Werke (Auswahl)
- Poemas da Solidão Imperfeita, 1957, Gedichte.
- Telegramas, 1959, Gedichte.
- Canto Adolescente, 1961, Gedichte.
- Vietname, em nome da liberdade (Vietnam, im Namen der Freiheit!), 1967, Gedichte.
- Um certo país ao sul, 1975, Erzählungen.
- Mesa do Amor, 1977, Gedichte.
- Labyrinthos, 1981, Gedichte.
- Pátria Sensível, 1983, Roman
- Na via do mestre, 2000, Gedichte.